# رایموندو کروچانی
رایموندو کروچانی (ایتالیایی: Raimondo Crociani؛ زادهٔ ۱۴ ژانویهٔ ۱۹۴۶ – درگذشتهٔ ۱۴ ژوئن ۲۰۲۳) تدوین‌گر اهل ایتالیا بود. او در یک خانواده از تدوین‌گران فیلم بزرگ شد و در اواخر دهه ۱۹۶۰ و اوایل دهه ۱۹۷۰ کار خود را در بسیاری از مستندهای سیاسی تولید شده توسط یونی‌تله‌فیلم، یک شرکت فیلم مرتبط با حزب کمونیست ایتالیا آغاز کرد.
از فیلم‌ها یا مجموعه‌های تلویزیونی که وی در آن‌ها نقش داشته‌است، می‌توان به انجیرتیغی، کشتار، معجزه ایتالیایی، مرد لاتینو… تحت تعقیب، دختر دبیرستانی، جو موزفروش، بزرگ که شدم، به زور مال من، پلیس زن، عشق در نگاه اول، نوبت عاشقی، چیزی زیر لباس نیست، یک پلیس زن در جوخه هرزه‌ها، راننده تاکسی، عشق‌های من، دکتر جکیل و بانوی مهربان، یک ماجرای ایدئال، تعطیلات در آمریکا، مرگ مشکوک یک دختر کم سن‌وسال، زشت، کثیف و بد و مجلس رقص اشاره نمود.